# セントーサ・エクスプレス

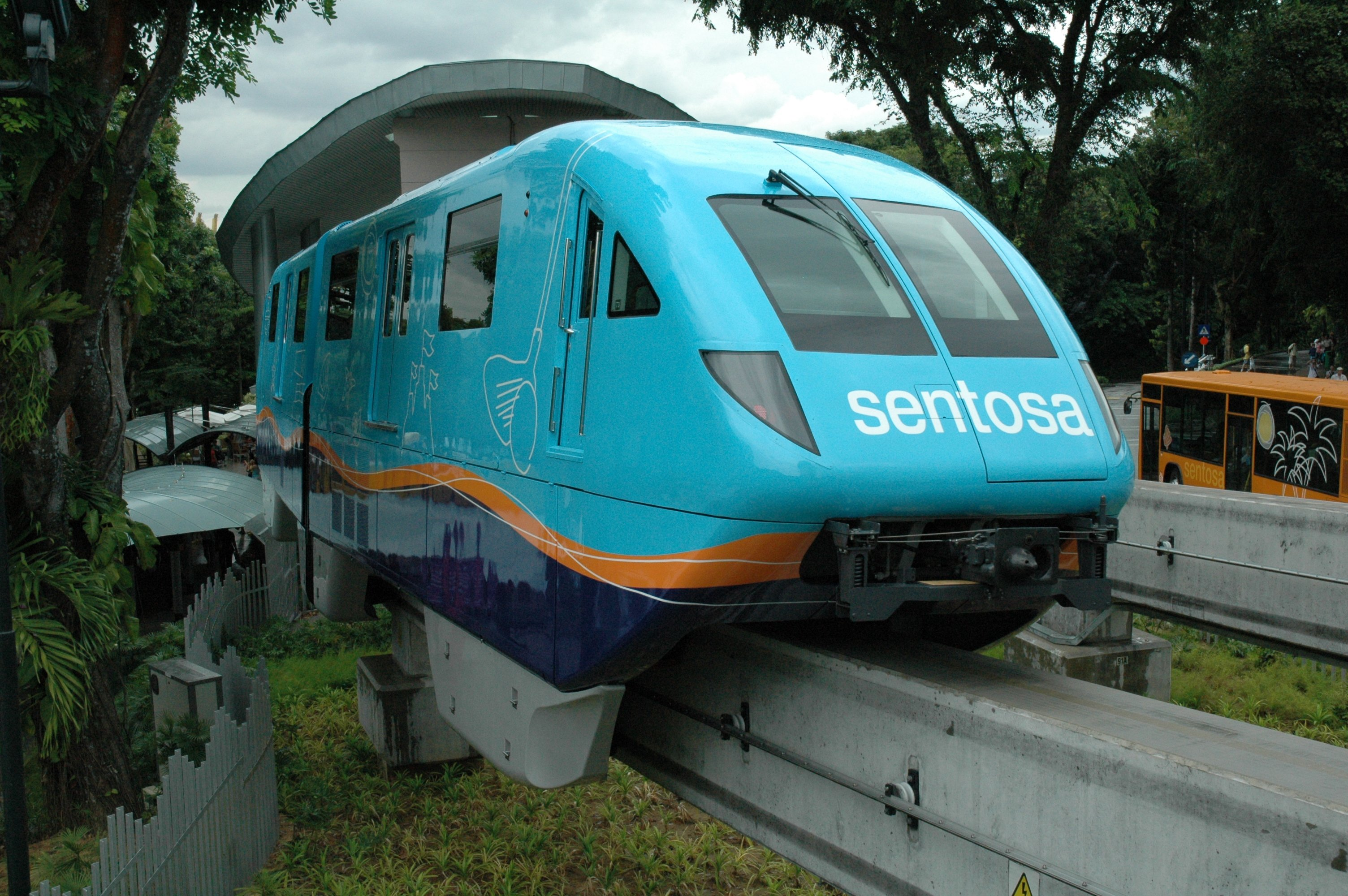
Train pulling into Imbiah Station

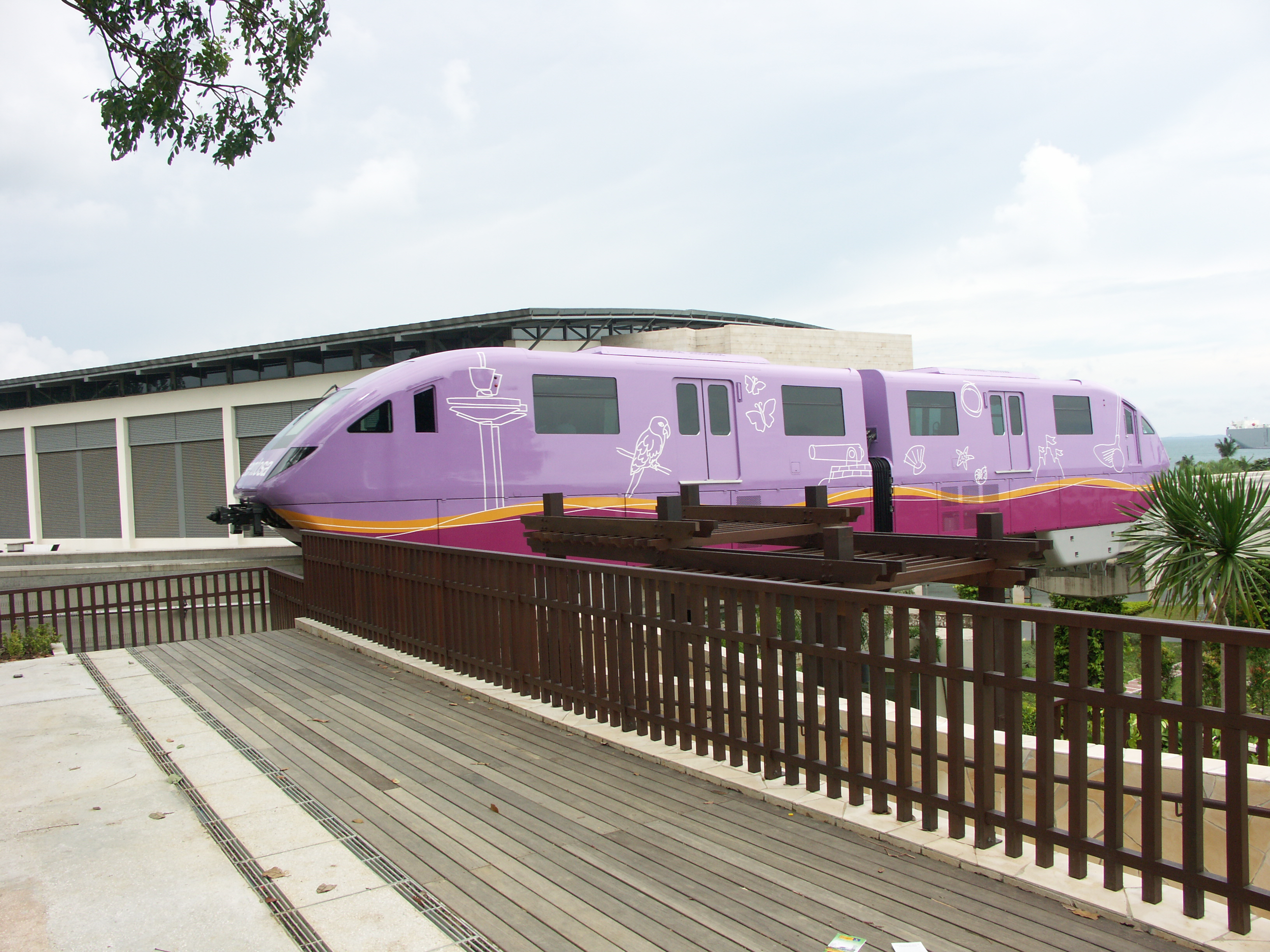

セントーサ・エクスプレス（英語：Sentosa Express、中国語: 圣淘沙捷运）は、シンガポール島と、シンガポール南部の島、セントーサ島を結んで運行されている跨座式モノレール。
運行はセントーサ・デベロップメント・コーポレーション (SDC)。

## 概要
セントーサ・エクスプレスの開業により、セントーサ島へのアクセスが便利になった。7時から24時まで運行している。ウォーターフロント駅（現：リゾート・ワールド駅）が未開業の間、駅名案内板の日本語表記には「フューチャー・デベロップメント」と未開業を表す英語がそのまま使われていた。
ヴィヴォシティ駅から乗車する場合のみ、セントーサ島への入島料が必要となる。島内の駅には改札はなく、無料で乗車できる。

## 駅一覧
- Station 1: VivoCity（ヴィヴォシティ）

シンガポール島南部にある駅で、大型ショッピング・センター「Vivo City」の3階(Level 3)に直結する形で位置している。他の3駅は可動式ホーム柵が設置されているのに対し、当駅のみフルスクリーンタイプのホームドアが設置されている。建物の地下2階(Level B2)にはMRTのハーバー・フロント駅があり、建物内でMRT北東線・環状線に乗り換えが可能。2019年4月1日、Sentosa（セントーサ）から改称。
- Station 2: Resorts World（リゾート・ワールド）

2007年に既に建設しておいた駅施設を撤去後、建設し直して、2010年2月1日に開業。リゾート・ワールド・セントーサ内にあり、ユニバーサル・スタジオ・シンガポールの最寄り駅である。2019年4月1日、Waterfront（ウォーターフロント）から改称。
- Station 3: Imbiah（インビア）
- Station 4: Beach（ビーチ）

## 沿革
- 2007年1月15日 ウォーターフロント駅を除いて開業
- 2010年2月1日 ウォーターフロント駅開業
- 2019年3月 韓国・大邱都市鉄道公社による委託運営を開始[1]